# Idoxuridina
La idoxuridina  es un análogo timidínico yodado que bloquea la replicación in vitro de varios virus de DNA, incluidos los herpéticos y los poxvirus. Las concentraciones inhibidoras contra virus del herpes simple-1 (HSV) son de 2 a 10 μg/ml, que por lo menos son 10 veces mayores que las del aciclovir. Idoxuridina en solución oftálmica contiene 18 μg/gota de yodo y es un antimetabolito de la pirimidina.

## Mecanismo de acción
Tras la fosforilación intracelular a trifosfato, la idoxuridina se incorpora al ADN vírico, en el lugar de la timidina, de modo que inhibe la replicación del virus. La idoxuridina también se incorpora al ADN de los mamíferos. La idoxuridina no tiene selectividad, y en concentraciones bajas bloquea la proliferación de células no infectadas. El trifosfato bloquea la síntesis de DNA vírico y se incorpora al DNA tanto del virus, como de la célula hospedadora. El DNA alterado es más sensible a roturas y también ocasiona transcripción deficiente. La resistencia a la idoxuridina fácilmente surge in vitro y se advierte en partículas víricas recuperadas de individuos con queratitis por HSV tratados con idoxuridina.

## Absorción y excreción
La penetración de la idoxuridina en la piel es escasa. Tras su absorción sistémica, la idoxuridina se metaboliza rápidamente a yoduracilo, uracilo y yoduro.

## Indicaciones
En Estados Unidos se ha aprobado el empleo de idoxuridina sólo para tratamiento local de la queratitis por HSV, aunque fuera de dicho país se cuenta con la idoxuridina en dimetilsulfóxido para tratar los herpes labial, genital y zóster. En infecciones por HSV oculares, la idoxuridina local es más eficaz en infecciones epiteliales, en particular, en los primeros episodios, que en las del estroma.

## Eventos adversos
Entre las reacciones adversas están dolor, prurito, inflamación o edema de ojo o de párpados; rara vez aparecen reacciones alérgicas.